# Centaurea dezfulica
Centaurea dezfulica — вид квіткових рослин айстрових (Asteraceae). Ендемік Ірану.
Належить до C. sect. Microlophus. Centaurea dezfulica є тісно пов'язаною з C. pabotii, але відрізняється від останнього виду густими шипастими волосками, висотою рослини 45–50 см, тим, що сегменти нижніх стеблових листків у 7–8 парах, більші обгортки, 20–23 × 10–20 мм, придатки 2–3 мм, короткі центральні квіточки і сім'янки.